# قهجاورستان
قهجاورستان هي مدينة في مقاطعة أصفهان، إيران. عدد سكان هذه المدينة هو 9,712 في سنة 2016.